# José de Abreu (político)
José Masci de Abreu (São Paulo, 8 de dezembro de 1944 – São Paulo, 3 de junho de 2022) foi um empresário e político brasileiro filiado ao Podemos (PODE).

## Biografia
Foi filiado ao Partido do Movimento Democrático Brasileiro (PMDB) e ao Partido da Social Democracia Brasileira (PSDB), partido pelo qual disputou a prefeitura de Osasco em 1996, e foi presidente nacional do Partido Trabalhista Nacional (PTN), partido no qual disputou a prefeitura de São Paulo em 2000. É pai da deputada federal e presidente do Podemos, Renata Abreu.
Foi eleito deputado federal pelo Estado de São Paulo tendo como legenda o PSDB na eleição de outubro de 1994. No pleito de 1998, logrou a sua reeleição de deputado. Entretanto, sofreu derrota eleitoral em 2002, quando não logrou a permanência na Câmara dos Deputados, apesar de ter sido o segundo candidato a deputado federal mais votado do seu partido de então, o Partido Trabalhista Nacional (PTN) - obteve quase 28 mil votos nominais -, legenda esta que elegeu apenas um representante na Câmara naquele pleito.
Desde então, não mais concorreu a cargos eletivos, tendo apoiado a deputada Marta Suplicy (PT) à prefeitura de São Paulo em 2008, que culminou derrotada em segundo turno por Gilberto Kassab, candidato do Democratas (DEM).

### Morte
O político morreu em São Paulo, aos setenta e sete anos de idade, em 3 de junho de 2022. Segundo sua filha, Renata Abreu, José estava internado desde 24 de maio.